# Iryn Namubiru
Iryn Namubiru, còn được gọi là Irene Namubiru, là một nữ nghệ sĩ biểu diễn người Uganda và hiện đang sinh sống tại Paris, Pháp.

## Tiểu sử
Cô được sinh ra ở khu vực miền trung của Uganda. Namubiru được học tại các trường sau: Trường trung học cơ sở Bugema Adventist ở quận Luweero; Cao đẳng Namasagali ở quận Kamuli; Học viện Du lịch & Khách sạn; Đại học Stendhal ở Grenoble, Pháp và Đại học Cavendish, Uganda
Khi còn ở Namasagali College, Namubiru đã gặp và kết bạn với Juliana Kanyomozi, một nữ nghệ sĩ biểu diễn người Áo khác, người cũng đang theo học tại trường.

## Sự nghiệp âm nhạc
Theo Namubiru, cô luôn có niềm đam mê ca hát từ nhỏ và luôn nỗ lực để biến tài năng này trở thành một phần lớn trong cuộc sống của cô. Nỗ lực lớn đầu tiên của cô trong thành công trong ngành công nghiệp âm nhạc là vào năm 1995 khi cô tham gia cùng các ca sĩ kiêm rapper DJ Ragga Dee và Molar-Messe, với tư cách là nhóm Da Hommies, và "Joss Jjew" Mawejje với tư cách là người sắp xếp phòng thu/keyboard, giúp phát hành một loạt đĩa đơn bao gồm các bản hit của nhóm "Bamusakata", "Mukwano", "Mukyala tokaba", đầu năm 1995. Đĩa đơn "Learn to love" đầu tiên của cô cũng xuất hiện trong album tiếp theo của nhóm. Ngay sau đó, cô đã xuất hiện trên sân khấu lần đầu tiên vào tháng 9 năm 1995.
Năm 1999, cô gia nhập Kanyomozi, bạn học cũ của cô tại Namasagali College, để thành lập nhóm toàn nữ R & B có tên là I-Jay. Năm 2000, họ đã phát hành đĩa đơn đầu tiên có lượng phát thanh vừa phải trên các đài phát thanh ở Uganda.
Ngay sau khi phát hành đĩa đơn, Namubiru đã rời Pháp và nhóm tan rã. Cuộc chia tay này sau đó sẽ dẫn đến suy đoán rộng rãi rằng hai người đã chia tay theo cách không thân thiện, mặc dù cả hai đều phủ nhận tin đồn như vậy. Khi ở Pháp, cô đã thành lập nhóm Afro-Soul Nujeli cùng với Julien Grout và họ đã phát hành các bài hát như "Nsangi", "Eko", "Ensi" và "Baami Baffe". Nhưng những bài hát này đã không thành công ở Uganda. Sau đó, Namubiru đã hợp tác với ca sĩ Bebe Cool trong các bài hát "Simbalala" và "Lwaki Onzannyilako?".